# Carl Hinrich von Saldern-Günderoth
Carl Hinrich lensgreve von Saldern-Günderoth (17. maj 1739 i Neumünster – 11. oktober 1788 på godset Schierensee) var en holstensk godsejer og amtmand.
Carl Hinrich var søn af gehejmeråd Caspar von Saldern og arvede godset Schierensee. Hvor faderen aldrig førte sin grevetitel, antog sønnen derimod titlen og tilføjede Günderoth til sit navn (som minde om en slægt fra Aabenraa – Caspar von Salderns søster Sophie ægtede Heinrich von Günderoth). Han var fra 1766 til sin død amtmand over Cronshagen, Kiel og Bordesholm Amter med sæde i amtshuset på Lindenplatz (nu Klosterstift), blev 1768 storfyrstelig kammersekretær, 1773 (efter traktaten i Zarskoje Selo) kgl. dansk konferensråd og senere kammerherre og gehejmeråd. Sønnen oppebar af den danske regering en årlig pension på 3000 rigsdaler, som faderen havde af krævet den. Ligesom sin fader var han medlem af det slesvig-holstenske ridderskab samt ridder af den Hvide Ørns Orden (Polen) og Sankt Stanislaus' Orden og Sankt Annas Orden (Rusland). Han døde kun to år efter sin fader, 48 år gammel, uden mandlige arvinger.
Han ægtede 20. april 1771 på Eutin Slot Friederike Amalie von der Kettenburg (14. marts 1740 i Belitz – 6. april 1793 i Kiel), dater af storfyrstelig generalløjtnant og amtmand over Tremsbüttel Amt Adam Victor von der Kettenburg og Maria Amalia von Grimmenstein.